# Jonny Bairstow
Jonathan Marc Bairstow (* 26. September 1989 in Bradford, Vereinigtes Königreich) ist ein englischer Cricketspieler, der seit 2011 für die englische Nationalmannschaft spielt.

## Kindheit und Ausbildung
Bairstow ist Sohn des ehemaligen englischen Wicket-Keepers David Bairstow. In seiner Jugend war er ein talentierter Sportler und bewarb sich unter anderem für die Aufnahme in die Fußball-Jugend von Leeds United. Jedoch konzentrierte er sich dann auf Cricket und war früh in den Jugendmannschaften von Yorkshire aktiv und wurde unter anderem im Jahr 2007 als Young Wisden Schools Cricketer of the Year ausgezeichnet.

## Aktive Karriere

### Anfänge in der Nationalmannschaft
Nach guten Leistungen in der zweiten Mannschaft von Yorkshire gelang es ihm, sich in der Saison 2009 in das First-Class-Team zu spielen. Nach Touren mit den England Lions wurde er für die Selektoren der englischen Mannschaft interessant. Sein Debüt in der Nationalmannschaft gab er im September 2011 bei der Tour gegen Indien im ODI-Cricket, wobei er 41* Runs erreichte und als Spieler des Spiels ausgezeichnet wurde. Kurz darauf gab er auch sein Debüt im Twenty20-Cricket gegen die West Indies. Sein erstes internationales Half-Century erreichte er im Februar 2012 bei der Tour gegen Pakistan im zweiten Twenty20, als ihm 60* Runs gelangen und er als Spieler des Spiels ausgezeichnet wurde. Sein Debüt im Test-Cricket gab er im Mai 2012 gegen die West Indies. Nach einer schwachen Tour erhielt er im dritten Test gegen Südafrika eine weitere Chance und konnte dort zwei Half-Centuries (95 und 54 Runs) erzielen. Seine erste Weltmeisterschaft spielte er beim ICC World Twenty20 2012, konnte dort jedoch nicht überzeugen. Der folgende Winter verlief enttäuschend für ihn und aus familiären Gründen verließ er dann die Tour in Indien vorzeitig. In der folge fiel er aus den Limited-Over-Teams und spielte nur noch gelegentlich in der Test-Mannschaft. Im Sommer 2013 erreichte er in den Test-Serie gegen Neuseeland (64 Runs) und Australien (67 Runs) jeweils ein Fifty.

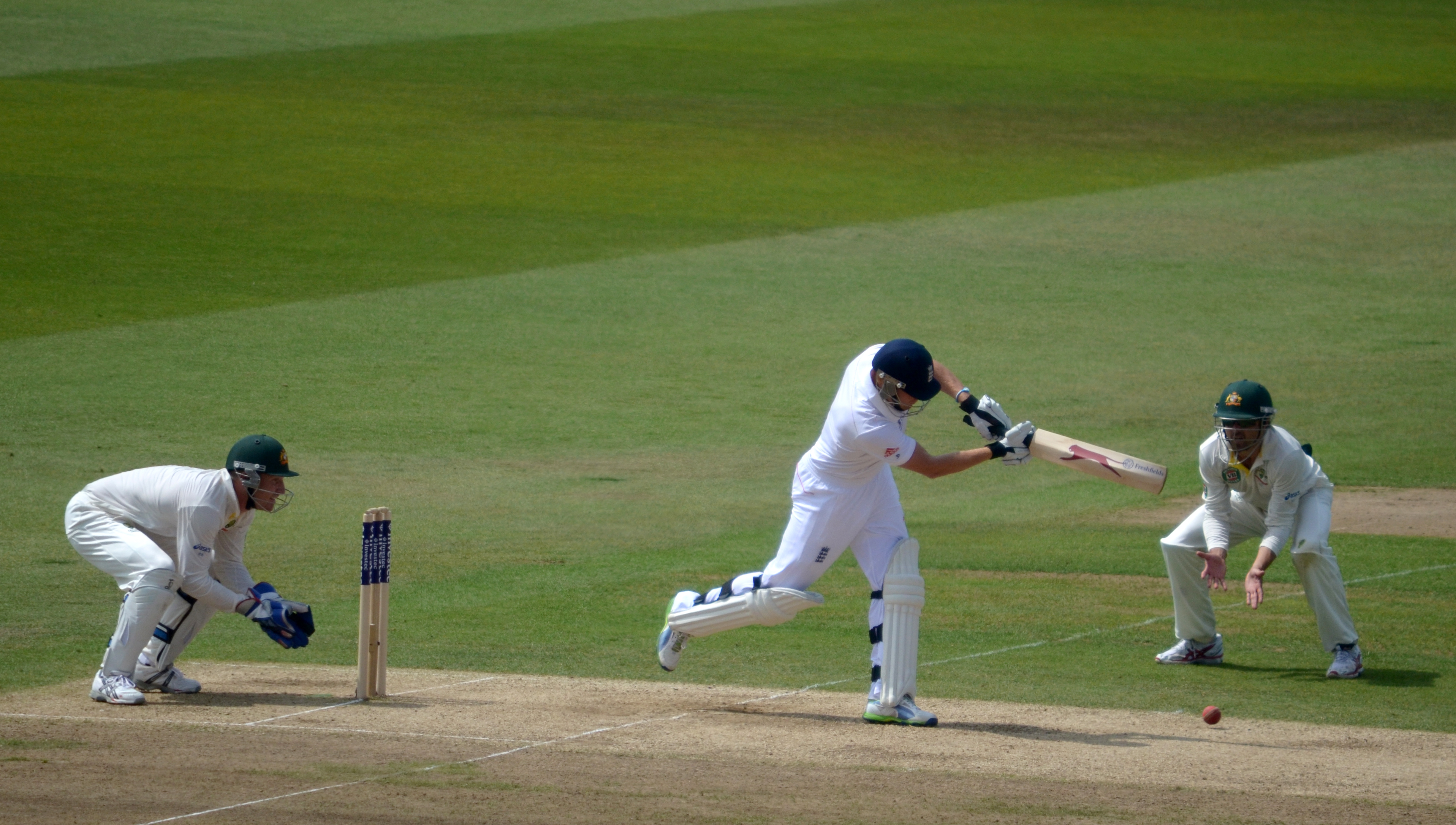
Bairstow im Jahr 2013

Daraufhin wurde sein Platz im Team immer wieder debattiert, vor allem seine Leistungen als Batter wurden kritisiert, während sein Fielding gelobt wurde. Einsätze bei der Ashes Tour 2013/14 verliefen enttäuschend und die Saison endete mit einem Fingerbruch die seinen Platz weiter in Frage stellten. So spielte er im Sommer 2014 für Yorkshire in der County Championship 2014 und konnte mit ihnen den ersten Titel seit 2001 gewinnen. Nach guten Leistungen für die Lions wurde er dann auch wieder für das Nationalteam interessant. So spielte er nach fast drei Jahren wieder im ODI-Team und konnte im Juli 2015 gegen Neuseeland im entscheidenden Spiel ein Fifty über 83* Runs erzielen und wurde als Spieler des Spiels ausgezeichnet. So wurde er auch wieder im Test-Team eingesetzt und konnte gegen Australien und erzielte im zweiten Test 74 Runs und hatte so einen wichtigen Anteil am Serien-Gewinn.

### Etablierung in allen drei Formaten
Im Winter 2015/16 konnte er dann bei der Tour in Südafrika ein Half-Century (79 Runs) im ersten Test und im zweiten Spiel ein Century 150* Runs aus 191 Bällen erzielen. Im Mai 2016 erzielte er gegen Sri Lanka ein Century im ersten (140 Runs aus 183 Bällen) und dritten Test (167* Runs aus 251 Bällen) jeweils ein Century und wurde in beiden Spielen als Spieler des Spiels ausgezeichnet. Es folgte eine Tour gegen Pakistan, bei der er vier Fifties (57, 83, 55 und 81 Runs) in den Tests und eines (61 Runs) in den ODIs erreichte. Im Winter 2016/17 gelangen ihr dann drei Half-Centuries (53, 89 und 51 Runs) in den Tests und ein Weiters (56 Runs) in den ODIs. Im Sommer 2017 konnte er zunächst gegen Irland 72* Runs erreichen. Gegen Südafrika folgte ein weiteres Fifty über 51 Runs in den ODIs und 60* Runs in den Twenty20s, bevor er bei der ICC Champions Trophy 2017 nur bei der Halbfinal-Niederlage Pakistan zum Einsatz kam und dabei 43 Runs erreichte. Im verbliebenen Teil der Tour gegen Südafrika folgten dann drei Fifties in den Tests. Die Saison endete mit zwei Centuries (100* Runs aus 97 Runs und 141* Runs aus 114 Runs) in der ODI-Serie gegen die West Indies.
Die Saison 2017/18 begann mit den Ashes in Australien, bei der er ein Century im dritten Test über 119 Runs aus 215 Bällen erzielte. In der folgenden ODI-Serie kam noch ein Fifty (60 Runs) hinzu. Weitergereist nach Neuseeland erzielte er in den Tests ein (101 Runs aus 170 Runs) und den ODIs zwei Centuries (138 Runs aus 106 Bällen und 104 Runs aus 60 Bällen). Im Sommer 2018 erzielte er zunächst bei der Niederlage in Schottland ein Century über 105 Runs aus 59 Bällen, bevor ihm ein weiteres (139 Runs aus 92 Bällen) gegen Australien gelang und die Serie mit einem Fifty (79 Runs) abschloss. In der Test-Serie gegen Indien zum Saisonende folgten dann zwei weitere Half-Centuries (70 und 93 Runs).

### Gewinn des World Cups

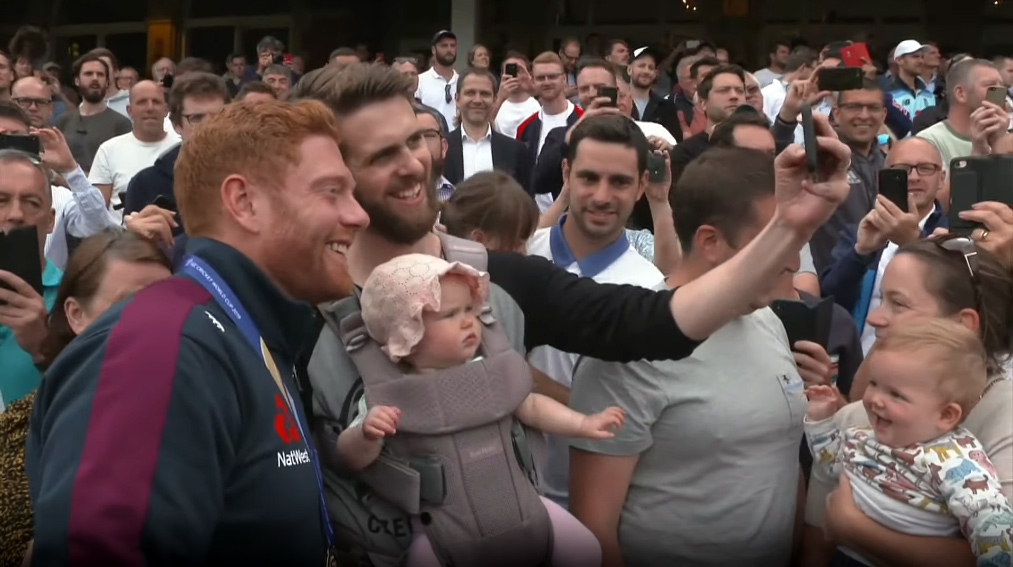
Bairstow nach Gewinn des World Cups (2019)

Die Saison 2018/19 begann er in Sri Lanka. Dort zog er sich eine Knöchelverletzung zu und Ben Foakes konnte sich als Ersatz für die Wicket-Keeper-Position empfehlen. So spielte er nur den abschließenden Test an einer ungewöhnlichen Position für ihn in der Batting-Order, konnte dabei jedoch dann ein Century über 110 Runs aus 186 Bällen erzielen und wurde als Spieler des Spiels ausgezeichnet. Die zweite Hälfte der Saison war durch die Tour in den West Indies geprägt, bei der er jeweils ein Half-Century in allen drei Serien erreichte (52, 56 und 68 Runs). In der Vorbereitung zur Weltmeisterschaft traf er mit dem Team dann auf Pakistan, gegen die er in den ODIs ein Fifty über 51 Runs im zweiten Spiel und ein Century über 128 Runs aus 93 Bällen im dritten erreichte.
Beim Cricket World Cup 2019 erzielte er dann zunächst in der Vorrunde gegen Bangladesch (51 Runs) und Afghanistan (90 Runs) jeweils ein Fifty. Gegen Indien wurde er nach einem Century über 111 Runs aus 109 Bällen als Spieler des Spiels ausgezeichnet. Gleiches erfolgte auch gegen Neuseeland als er 106 Runs aus 99 erreichte. Mit kleineren Beiträgen hatte er dann einen wichtigen Anteil am Titelgewinn. Nach der Weltmeisterschaft erzielte er noch ein Fifty in der Ashes-Series.

### Zentrum im englischen Bazball-Sommer
Im Februar 2020 erreichte er in den Twenty20s in Südafrika ein Half-Century (64 Runs). Im Sommer 2020 gelang ihm zunächst ein Fifty (84 Runs) gegen Irland. Bei der folgenden Tour gegen Australien erzielte er zunächst ein Fifty (84 Runs) und Century über 112 Runs aus 126 Bällen in den ODIs, bevor ihm ein weiteres Fifty (55 Runs) in den Twenty20s gelang. Im November 2020 folgte eine Tour in Südafrika, bei der er ein Fifty über 86* Runs im ersten Twenty20 erreichte. Im März 2021 erzielte er dann in Indien ein Fifty über 94 Runs und ein Century über 124 Runs aus 112 Bällen für die er als Spieler der ODI-Serie ausgezeichnet wurde. Den Sommer begann er mit einem Half-Century in den Twenty20s (51 Runs) gegen Sri Lanka. Zum Abschluss der Saison erzielte er dann noch einmal 57 Runs in der Test-Serie gegen Indien.
Die Saison 2021/22 begann mit dem ICC Men’s T20 World Cup 2021, bei dem er nicht herausstechen konnte. Bei der Tour in Australien gelang ihm dann in der Test-Serie ein Century über 113 Runs aus 158 Bällen. Dies gelang ihn dann auch mit 140 Runs aus 259 Bällen in den West Indies. Der Sommer 2022 stand er dann im Zentrum des englischen Teams, als nachdem Joe Root die Kapitänswürde an Ben Stokes abgab eine neue Kultur ins Team einzog, die allgemein als „Bazball“ bezeichnet wurde. Gegen Neuseeland gelangen ihm im zweiten Test ein Century über 136 Runs aus 92 Bällen und im dritten ein weiteres über 162 Runs aus 157 Bällen. Bei der folgenden Tour gegen Indien erzielte er in dem Test gleich zwei Centuries, 106 Runs aus 140 Bällen im ersten und 114* Runs aus 145 Bällen im zweiten Innings. Bei der daran anschließenden Tour gegen Südafrika erzielte er ein Fifty in den ODIs (63 Runs) und Twenty20s (90 Runs).

### Golfunfall
Im September 2023 rutschte er beim Golfspielen aus und zog sich dabei unter anderem einen mehrfachen Wadenbeinbruch zu. Diese Verletzung war so schwer, dass er zunächst den ICC Men’s T20 World Cup 2022 verpasste, aber auch die Indian Premier League 2023. Erst im Mai kam er wieder zurück. In der Ashes-Series gegen Australien erzielte er dann drei Fifties (78, 99* und 78 Runs). Zum Ende der Saison gelangen ihm zwei weitere Fifties (86* und 73 Runs) in der Twenty20-Serie gegen Neuseeland, wofür er als spieler der Serie ausgezeichnet wurde. Er wurde für den Cricket World Cup 2023 nominiert und konnte dort gegen Bangladesch (52 Runs) und Pakistan (59 Runs) je ein Fifty erzielen. Auch war er im Kader für den ICC Men’s T20 World Cup 2024 und erzielte dort als beste Leistung 48* Runs gegen die West Indies. Nach dem Turnier wurde er aus dem Test-Kader gestrichen.